# Pro Evolution Soccer 2013
Pro Evolution Soccer 2013 (afgekort tot PES 2013 en officieel bekend als World Soccer: Winning Eleven 2013 in Azië) is een voetbalsimulatiespel en de twaalfde editie in de Pro Evolution Soccer-serie ontwikkeld en uitgegeven door Konami. Het spel kwam in Europa op 21 september 2012 uit voor Microsoft Windows, Nintendo 3DS, PlayStation 2, PlayStation 3, PlayStation Portable, Wii en de Xbox 360.